# Сігне Марі Сторе
Сігне Марі Сторе (норв. Signe Marie Store; нар. 23 серпня 1995, Тана, фюльке Фіннмарк) — норвезька борчиня вільного стилю, дворазова чемпіонка та срібна призерка Північних чемпіонатів, учасниця Олімпійських ігор.

## Життєпис
Боротьбою почала займатися з 2006 року. У 2010 році стала бронзовою призеркою чемпіонату Європи серед кадетів. А через два роки на цьому ж турнірі святкувала перемогу.
У 2016 році на олімпійському кваліфікаційному турнірі в Стамбулі посіла друге місце, здобувши ліцензію на літні Олімпійські ігри в Ріо-де-Жанейро. На Олімпіаді Сторе у першій же сутичці зазнала поразки з рахунком 0:9 від представниці Швеції Єнні Франссон. Оскільки шведська спортсменка не пройшла до фіналу, Сігне Марі Сторе не змогла взяти учать у втішних сутичках за бронзову нагороду, посівши у підсумку останнє вісімнадцяте місце.
Виступала за борцівський клуб Тани. Тренер — Фроде Гундерсен (з 2006).

## Спортивні результати на міжнародних змаганнях

### Виступи на Олімпіадах
| Змагання                    | Збірна   | Вагова категорія          | Місце |
| --------------------------- | -------- | ------------------------- | ----- |
| Літні Олімпійські ігри 2016 | Норвегія | жіноча боротьба, до 69 кг | 18    |

### Виступи на Чемпіонатах Європи
| Змагання                         | Збірна   | Вагова категорія          | Місце |
| -------------------------------- | -------- | ------------------------- | ----- |
| Чемпіонат Європи з боротьби 2016 | Норвегія | жіноча боротьба, до 69 кг | 5     |
| Чемпіонат Європи з боротьби 2017 | Норвегія | жіноча боротьба, до 69 кг | 7     |

| Змагання                            | Збірна   | Вагова категорія          | Місце  |
| ----------------------------------- | -------- | ------------------------- | ------ |
| Північний чемпіонат з боротьби 2013 | Норвегія | жіноча боротьба, до 63 кг | Золото |
| Північний чемпіонат з боротьби 2014 | Норвегія | жіноча боротьба, до 63 кг | Срібло |
| Північний чемпіонат з боротьби 2015 | Норвегія | жіноча боротьба, до 63 кг | Золото |

### Виступи на інших змаганнях
| Змагання                                                      | Збірна   | Вагова категорія          | Місце  |
| ------------------------------------------------------------- | -------- | ------------------------- | ------ |
| Klippan Lady Open 2013                                        | Норвегія | жіноча боротьба, до 63 кг | 8      |
| Гран-прі Німеччини з боротьби 2013                            | Норвегія | жіноча боротьба, до 63 кг | 11     |
| Flatz Open 2014                                               | Норвегія | жіноча боротьба, до 63 кг | Срібло |
| Klippan Lady Open 2014                                        | Норвегія | жіноча боротьба, до 63 кг | 13     |
| Nordhagen Classics 2015                                       | Норвегія | жіноча боротьба, до 69 кг | 7      |
| Klippan Lady Open 2015                                        | Норвегія | жіноча боротьба, до 63 кг | 26     |
| Гран-прі Іспанії з боротьби 2015                              | Норвегія | жіноча боротьба, до 69 кг | 21     |
| Гран-прі Парижа з боротьби 2016                               | Норвегія | жіноча боротьба, до 69 кг | 5      |
| Турнір Яшара Догу 2016                                        | Норвегія | жіноча боротьба, до 75 кг | Срібло |
| Klippan Lady Open 2016                                        | Норвегія | жіноча боротьба, до 69 кг | 10     |
| Олімпійський кваліфікаційний турнір з боротьби 2016 (Стамбул) | Норвегія | жіноча боротьба, до 69 кг | Срібло |
| Гран-прі Іспанії з боротьби 2016                              | Норвегія | жіноча боротьба, до 75 кг | 16     |
| Міжнародний меморіал Білла Фаррелла 2016                      | Норвегія | жіноча боротьба, до 75 кг | Срібло |
| Гран-прі Парижа з боротьби 2017                               | Норвегія | жіноча боротьба, до 69 кг | Срібло |
| Klippan Lady Open 2017                                        | Норвегія | жіноча боротьба, до 69 кг | 8      |
| Турнір Яшара Догу 2017                                        | Норвегія | жіноча боротьба, до 75 кг | Бронза |
| Гран-прі Німеччини з боротьби 2017                            | Норвегія | жіноча боротьба, до 75 кг | 7      |
| Турнір Дана Колова — Николи Петрова 2018                      | Норвегія | жіноча боротьба, до 72 кг | Бронза |
| Гран-прі Іспанії з боротьби 2018                              | Норвегія | жіноча боротьба, до 72 кг | Бронза |
| Klippan Lady Open 2019                                        | Норвегія | жіноча боротьба, до 68 кг | Бронза |

### Виступи на змаганнях молодших вікових груп
| Змагання                                          | Збірна   | Вагова категорія          | Місце  |
| ------------------------------------------------- | -------- | ------------------------- | ------ |
| Північний чемпіонат з боротьби серед кадетів 2010 | Норвегія | жіноча боротьба, до 49 кг | Срібло |
| Чемпіонат Європи з боротьби серед кадетів 2010    | Норвегія | жіноча боротьба, до 49 кг | Бронза |
| Північний чемпіонат з боротьби серед кадетів 2011 | Норвегія | жіноча боротьба, до 56 кг | Срібло |
| Чемпіонат Європи з боротьби серед кадетів 2011    | Норвегія | жіноча боротьба, до 56 кг | 9      |
| Чемпіонат світу з боротьби серед кадетів 2011     | Норвегія | жіноча боротьба, до 56 кг | 10     |
| Північний чемпіонат з боротьби серед кадетів 2012 | Норвегія | жіноча боротьба, до 60 кг | Золото |
| Чемпіонат Європи з боротьби серед кадетів 2012    | Норвегія | жіноча боротьба, до 60 кг | Золото |
| Чемпіонат Європи з боротьби серед юніорів 2013    | Норвегія | жіноча боротьба, до 63 кг | 5      |
| Чемпіонат Європи з боротьби серед юніорів 2014    | Норвегія | жіноча боротьба, до 63 кг | 7      |
| Чемпіонат світу з боротьби серед юніорів 2014     | Норвегія | жіноча боротьба, до 63 кг | 17     |
| Чемпіонат Європи з боротьби серед юніорів 2015    | Норвегія | жіноча боротьба, до 63 кг | 5      |
| Чемпіонат світу з боротьби серед юніорів 2015     | Норвегія | жіноча боротьба, до 67 кг | 5      |
| Чемпіонат Європи з боротьби серед молоді 2017     | Норвегія | жіноча боротьба, до 69 кг | 5      |
| Чемпіонат Європи з боротьби серед молоді 2018     | Норвегія | жіноча боротьба, до 72 кг | 9      |